# Frontispicio (parte del libro)

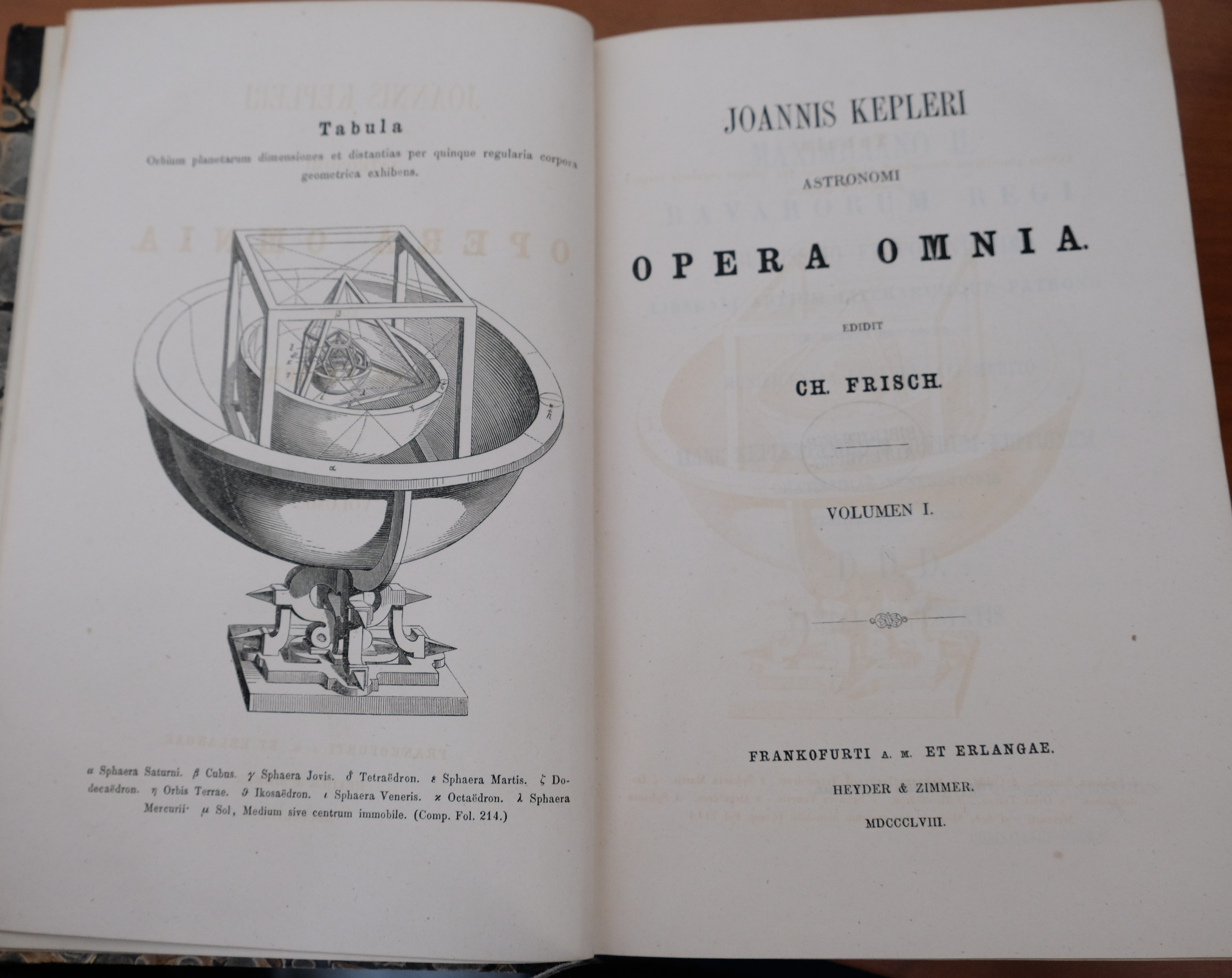
Frontispicio y página del título del volumen II de Joannis Kepleri Astronomi Opera Omnia, de Kepler (1858).

En artes gráficas, un frontispicio o frontis es una ilustración decorativa elaborada para aparecer en la hoja que antecede a la página del título (primera página) o en esta misma.
A menudo realizada como grabado, suele representar una escena de cierta relevancia asociada a la publicación; antiguamente con frecuencia se ponía un retrato del autor.

## Galería de imágenes

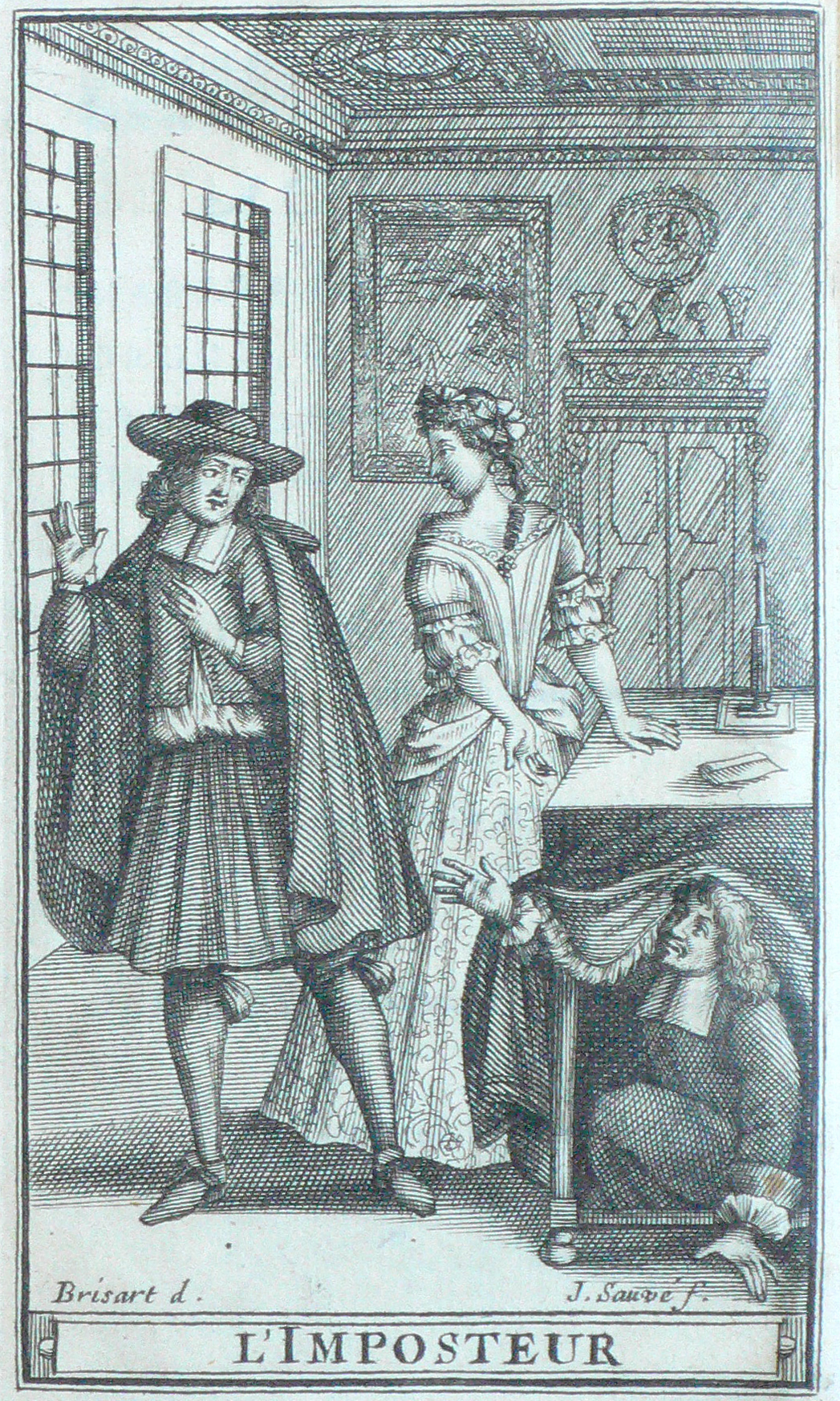
Frontispicio de Pierre Brissart en la edición Tartuffe ou l'imposteur, Molière (1682), tomo V
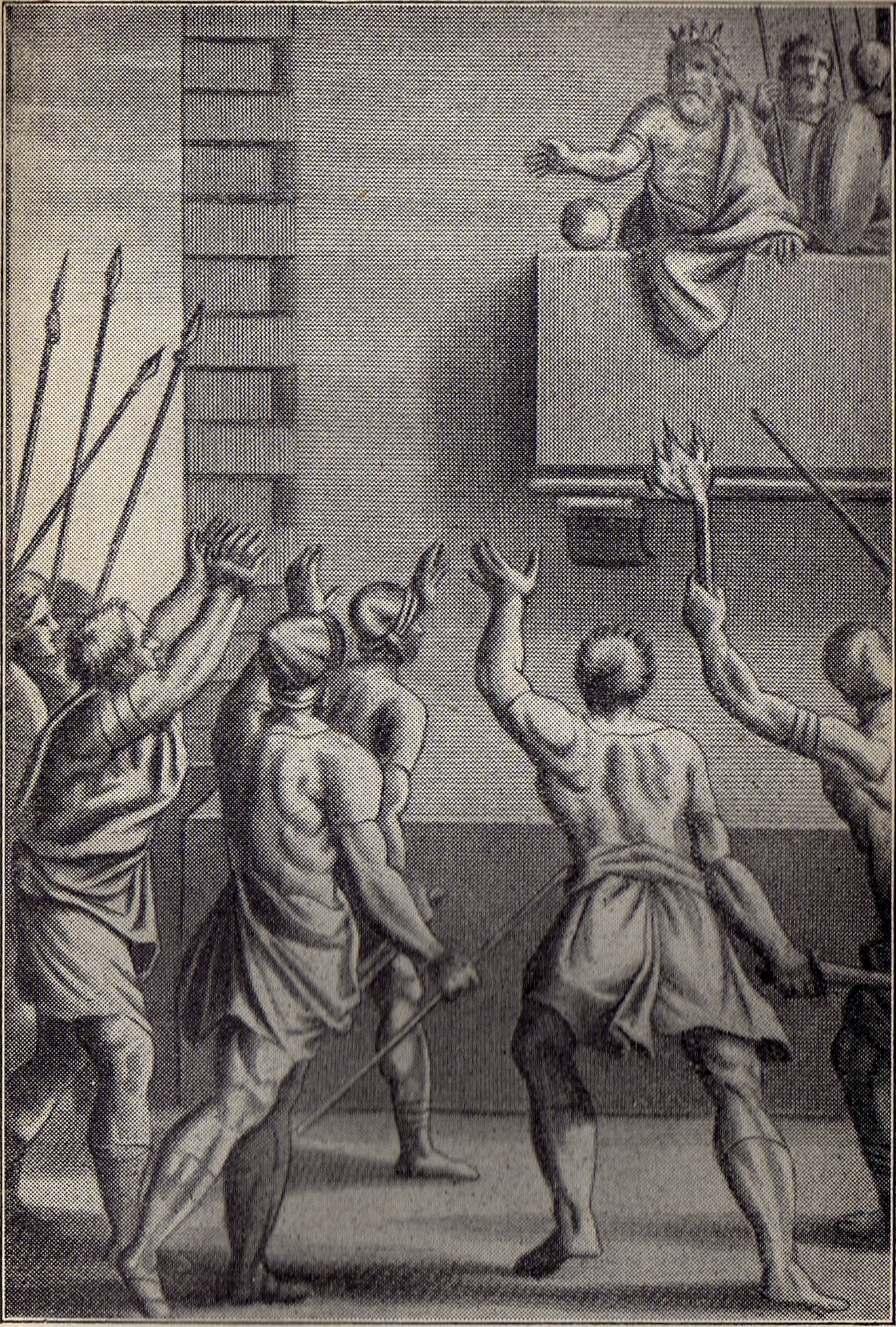
Nicomède, de Pierre Corneille
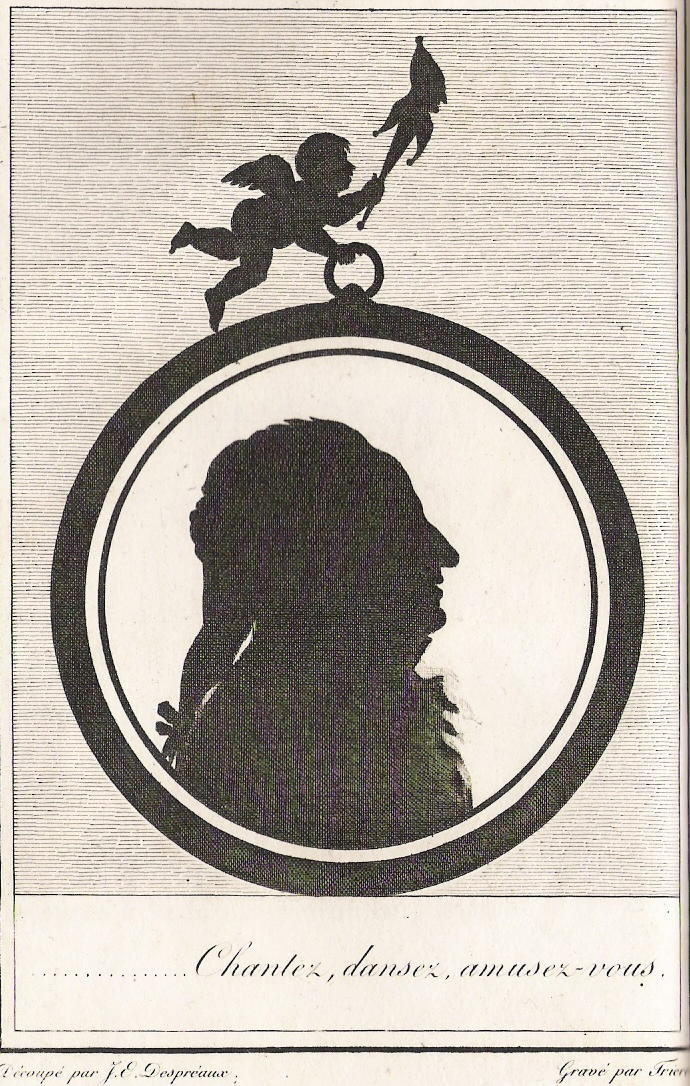
Mes passe-temps, de Despréaux (1807)
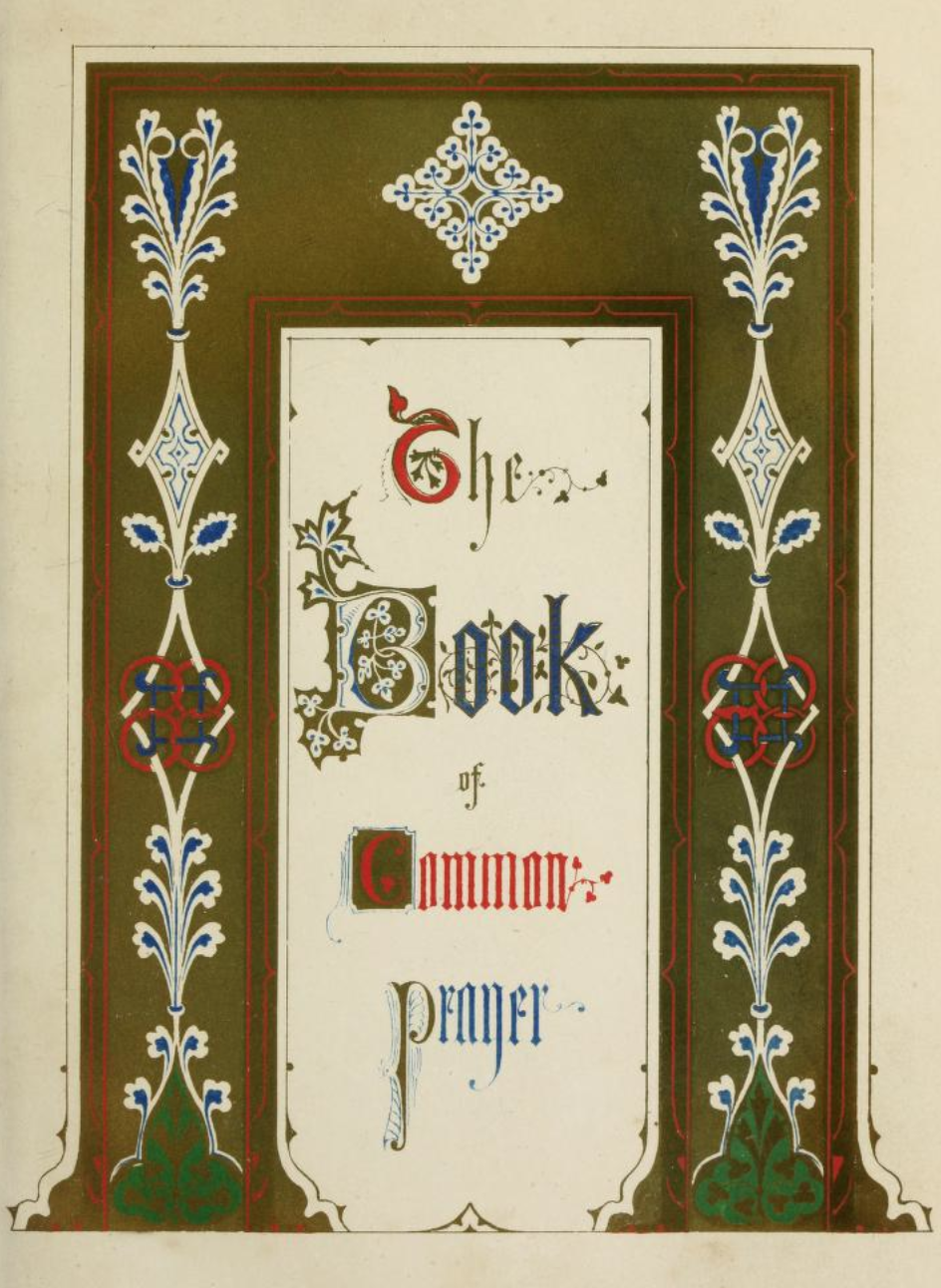
Libro de Oración Común, ilustración de Owen Jones (1845)
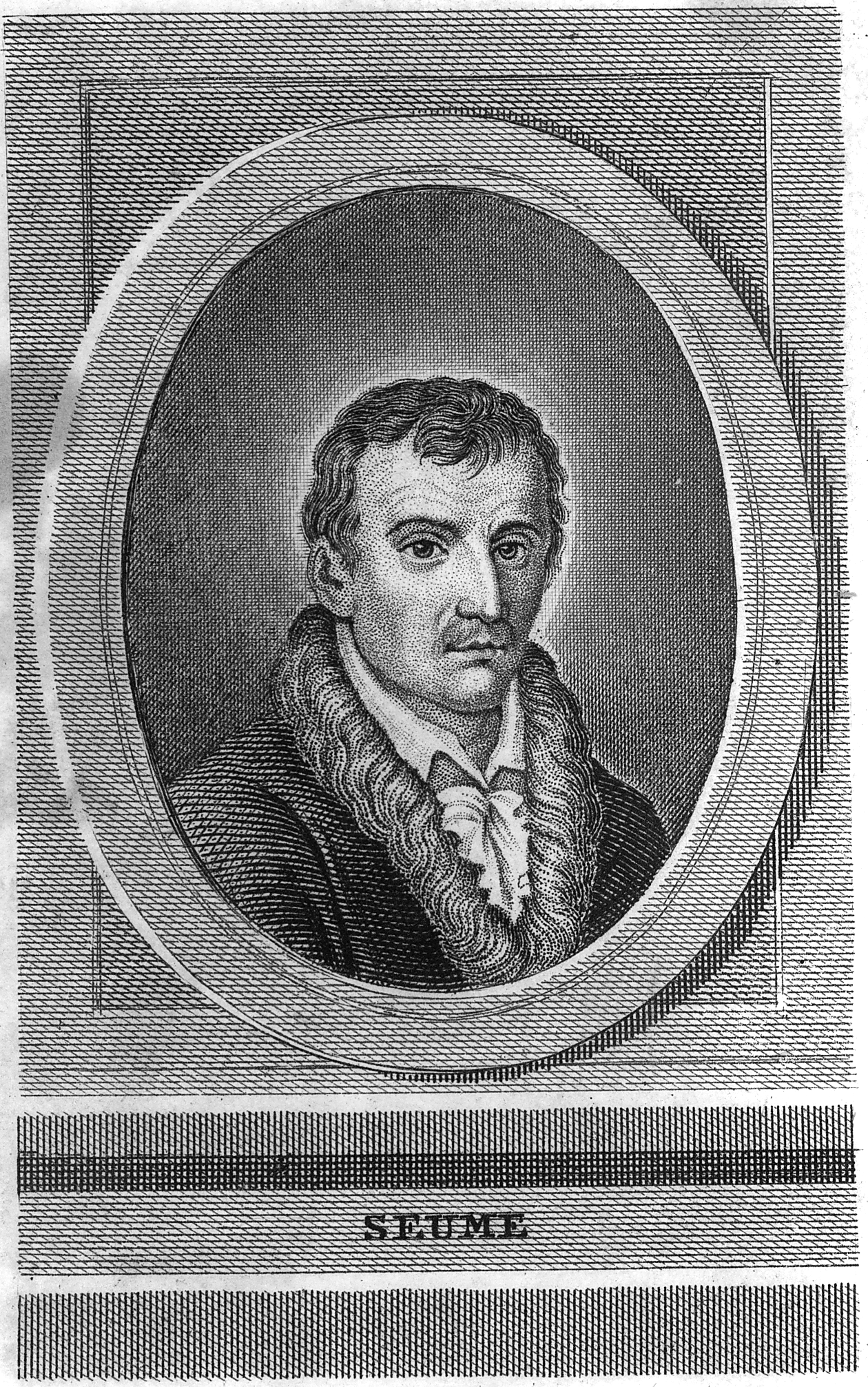
Obras de Johann Gottfried Seume (hacia 1850)
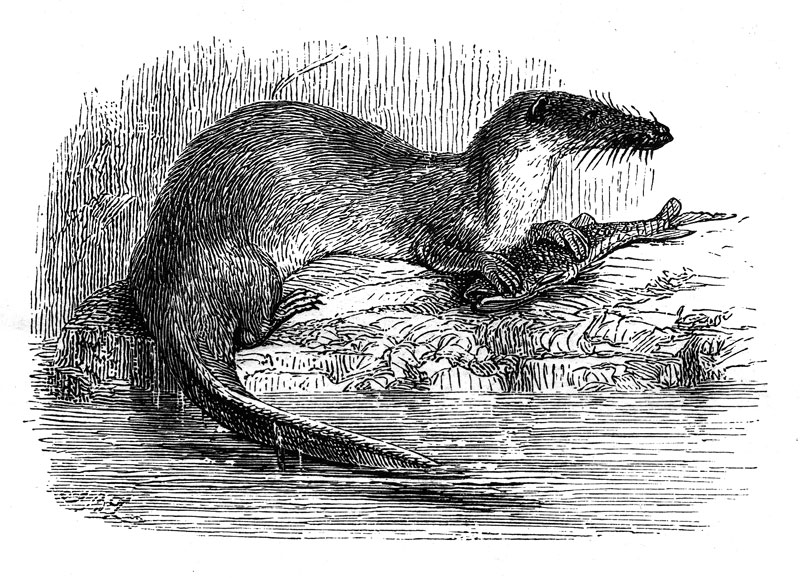
L'Afrique sauvage, de Paul Belloni Du Chaillu (1868)
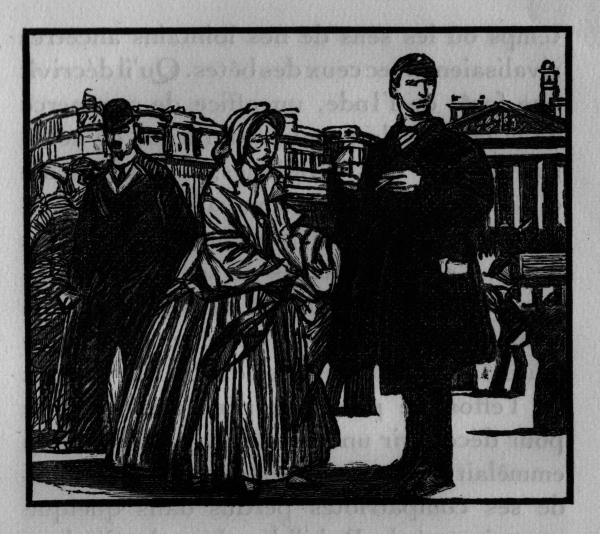
Dingley l’illustre écrivain, de Jérôme y Jean Tharaud (1920)